# National Ice Hockey League 2016/17
Die Saison 2016/17 war die Austragung der britischen National Ice Hockey League. Diese stellte nach der Elite Ice Hockey League und der English Premier Ice Hockey League neben der Scottish National League die 3. Liga des britischen Eishockeys dar. An ihr nahmen neben den englischen und walisischen Mannschaften auch eine schottische Mannschaft teil.

## Modus und Teilnehmer
Die Mannschaften spielten in regionalen Zonen "North", die in eine Moralee Conference und eine darunter angesiedelte Laidler Conference eingeteilt war, und "South", die aus einer ersten und tieferklassigen zweiten Division bestand.

## North Conference

### Moralee Division
| Platz | Mannschaft         | Spiele | S  | U | N  | Tore    | Punkte |
| ----- | ------------------ | ------ | -- | - | -- | ------- | ------ |
| 1     | Solway Sharks      | 28     | 23 | 3 | 2  | 134:52  | 49     |
| 2     | Billingham Stars   | 28     | 18 | 0 | 10 | 135:105 | 36     |
| 3     | Blackburn Hawks    | 28     | 12 | 2 | 14 | 108:125 | 26     |
| 4     | Solihull Barons    | 28     | 11 | 2 | 15 | 117:122 | 24     |
| 5     | Whitley Warriors * | 28     | 12 | 2 | 14 | 107:118 | 24     |
| 6     | Sutton Sting       | 28     | 9  | 3 | 16 | 83:106  | 21     |
| 7     | Deeside Dragons    | 28     | 9  | 3 | 16 | 114:153 | 21     |
| 8     | Telford Titans     | 28     | 9  | 3 | 16 | 107:124 | 21     |

Legende: S–Siege, U–Unentschieden, N–Niederlage
Play-Offs
Halbfinale
|  | Billingham Stars | 7:3 | Blackburn Hawks |  |

|  | Solway Sharks | 3:2 | Solihull Barons |  |

Finale
|  | Billingham Stars | 1:3 | Solway Sharks |  |

### Laidler Division
| Platz | Mannschaft            | Spiele | S  | U | N  | Tore    | Punkte |
| ----- | --------------------- | ------ | -- | - | -- | ------- | ------ |
| 1     | Blackburn Eagles      | 28     | 20 | 4 | 4  | 155:67  | 44     |
| 2     | Widnes Wild           | 28     | 20 | 2 | 6  | 136:77  | 42     |
| 3     | Altrincham Aces       | 28     | 16 | 3 | 9  | 125:97  | 35     |
| 4     | Sheffield Senators II | 28     | 14 | 6 | 8  | 133:95  | 34     |
| 5     | Nottingham Lions      | 28     | 13 | 7 | 8  | 114:91  | 33     |
| 6     | Hull Jets             | 28     | 9  | 3 | 16 | 105:145 | 21     |
| 7     | Bradford Bulldogs     | 28     | 4  | 1 | 23 | 99:181  | 9      |
| 8     | Coventry Blaze        | 28     | 2  | 2 | 24 | 51:165  | 6      |

Legende: S–Siege, U–Unentschieden, N–Niederlage
Play-Offs
Halbfinale
|  | Blackburn Eagles | 1:3 | Sheffield Senators II |  |

|  | Widnes Wild | 2:0 | Altrincham Aces |  |

Finale
|  | Sheffield Senators II | 1:2 | Widnes Wild |  |

### Relegation
Die Ligavorletzten Deeside Dragons konnten in der Relegation gegen den Division-2-Vertreter bestehen und die Klasse halten.
|  | Deeside Dragons | 4:3 | Widnes Wild |  |

## South Conference

### Division 1
| Platz | Mannschaft              | Spiele | S  | U | N  | Tore    | Punkte |
| ----- | ----------------------- | ------ | -- | - | -- | ------- | ------ |
| 1     | Chelmsford Chieftains   | 28     | 25 | 2 | 1  | 181:78  | 52     |
| 2     | Invicta Dynamos         | 28     | 16 | 2 | 10 | 113:99  | 34     |
| 3     | Streatham Redskins      | 28     | 15 | 2 | 11 | 94:86   | 32     |
| 4     | Oxford City Stars       | 28     | 12 | 4 | 12 | 122:114 | 28     |
| 5     | London Raiders          | 28     | 11 | 4 | 13 | 92:105  | 26     |
| 6     | Solent & Gosport Devils | 28     | 11 | 2 | 15 | 91:102  | 24     |
| 7     | Milton Keynes Thunder   | 28     | 9  | 2 | 17 | 91:125  | 20     |
| 8     | Bracknell Hornets       | 28     | 2  | 4 | 22 | 67:142  | 8      |

Legende: S–Siege, U–Unentschieden, N–Niederlage
Play-Offs

### Division 2
Die 2. Liga (unterklassiger Teil) der South Division wurde zu dieser Saison in die Gruppen West und East geteilt.

#### Gruppe West
| Platz | Mannschaft           | Spiele | S  | U | N  | Tore  | Punkte |
| ----- | -------------------- | ------ | -- | - | -- | ----- | ------ |
| 1     | Cardiff Devils       | 16     | 16 | 0 | 0  | 91:24 | 32     |
| 2     | Bristol Pitbulls     | 16     | 8  | 3 | 5  | 72:55 | 19     |
| 3     | Wightlink Raiders II | 16     | 5  | 1 | 10 | 29:54 | 11     |
| 4     | Basingstoke Buffalo  | 16     | 4  | 2 | 10 | 44:77 | 10     |
| 5     | Swindon Wildcats II  | 16     | 3  | 2 | 11 | 61:87 | 8      |

Legende: S–Siege, U–Unentschieden, N–Niederlage

#### Gruppe Ost
| Platz | Mannschaft             | Spiele | S  | U | N  | Tore   | Punkte |
| ----- | ---------------------- | ------ | -- | - | -- | ------ | ------ |
| 1     | Peterborough Islanders | 20     | 19 | 1 | 0  | 128:40 | 39     |
| 2     | Chelmsford Warriors II | 20     | 12 | 2 | 6  | 80:59  | 26     |
| 3     | Invicta Mustangs II    | 20     | 6  | 3 | 11 | 73:90  | 15     |
| 4     | Haringey Racers        | 20     | 7  | 0 | 13 | 70:104 | 14     |
| 5     | Lee Valley Lions       | 20     | 6  | 2 | 12 | 63:85  | 14     |
| 6     | Slough Jets            | 20     | 4  | 4 | 12 | 67:103 | 12     |

Legende: S–Siege, U–Unentschieden, N–Niederlage
Play-Offs